# Теобалд фон Бетман-Холвег
Теобалд фон Бетман-Холвег (на немски: Theobald von Bethmann Hollweg, 29 ноември 1856 - 2 януари 1921) е германски политически деец. Политическата му кариера започва като държавен чиновник и достига своя апогей по време на мандата му като райхсканцлер от 1909 до 1917 г. Теобалд провежда политика на германски империализъм, довела до разпалването на Първата световна война.